# Mars, Ardèche
Mars är en kommun i departementet Ardèche i regionen Auvergne-Rhône-Alpes i sydöstra Frankrike. Kommunen ligger  i kantonen Saint-Agrève som ligger i arrondissementet Tournon-sur-Rhône. År 2022 hade Mars 246 invånare.

## Befolkningsutveckling
Antalet invånare i kommunen Mars
Referens: INSEE